# 2-й провулок Олександра Довженка (Мелітополь)
2-й провулок Олександра Довженка — провулок в Мелітополі на Червоній Гірці. Йде від вулиці Пушкіна до Червоногірської вулиці.

## Назва
Вулиця названа на честь українського кінорежисера Олександра Довженка.
Поруч знаходяться вулиці Олександра Довженка і 1-й провулок Олександра Довженка.

## Історія
Провулок вперше згадується 17 січня 1939 як 2-й провулок Карла Лібкнехта.
В 2016 року в ході декомунізації перейменований на 2-й провулок Олександра Довженка.